# 清水理紗
清水 理紗（しみず りさ、1993年8月8日 - ）は、日本のAV女優。過去KRONE（クローネ）所属。

## 人物・略歴
岐阜県出身。2014年6月16日、『新人 清水理紗 ～現役名門女子大生はGカップ!!高偏差値の五つ星★美少女が決意のデビュー!!～』でマキシングよりAVデビュー。趣味と特技はショッピング、料理、水泳。

## 出演作品

### アダルトDVD

#### 修正版
2014年
- 新人 清水理紗 ～現役名門女子大生はGカップ!!高偏差値の五つ星★美少女が決意のデビュー!!～（6月16日、マキシング）
- 肉食系エログラマラス（7月16日、マキシング）
- 幻の競泳水着×清水理紗（8月16日、マキシング）
- 即尺 即ハメ 即絶頂（9月16日、マキシング）
- 猥褻おっぱいカフェ（10月16日、マキシング）
- 女教師レイプ地獄（11月16日、マキシング）
- 姉弟性交セミナー 中出しSP（12月20日、SODクリエイト）

2015年
- 昏睡陵辱・犯された家庭教師（1月8日、ヒビノ）
- パパとママには言えないお嬢様の秘密の遊び◆ 現役女子大生 混浴温泉セックスぶらり旅 学生生活の最後は大事に育てられた大きな胸で誘惑した見知らぬ男性客と生ハメ中出し大乱交の思い出作り◆（1月8日、ディープス）
- 麻薬捜査官 ヤク漬け膣痙攣（2月5日、アイエナジー）
- ホームステイの黒人さんのデカマラに姉さんが発情中（2月19日、グローリークエスト）
- ワケあり回春睾丸マッサージ 3 ～究極の射精体験へと導く人妻たち～　5人のセラピストとの至福のひととき（3月13日、ケイ・エム・プロデュース）
- 「ナマで入っちゃった！」オイル素股でチ●ポをマ●コに擦りつけてたら、気持ち良すぎて生挿入！中出しセックスまでヤッちゃった風俗嬢たち9（4月16日、グローリークエスト）
- 女のカラダは腰使いで決まる！4時間 15（5月8日、ケイ・エム・プロデュース）
- 美躯撩乱！気高き美人アスリート13人 競泳水着 4時間（7月16日、マキシング）

#### 無修正版
2015年
- キャットウォーク ポイズン 127 【高偏差値美少女】ジャポルノ中出し : 清水理紗（6月18日、キャットウォーク）
- ラフォーレ ガール Vol.58 「働きウーマン～インテリ女子大生の裏の顔～」 : 清水理紗（8月24日、ラフォーレ ガール）
- S Model 144 巨乳な清純 : 清水理紗（10月15日、スーパーモデルメディア）